# Ръсти Ривец
Ръсти Ривец (на английски: Rusty Rivets) е канадски компютърно-анимационен телевизионен сериал на Arc Productions и Spin Master Entertainment.

## Персонажи
Героите в сериала са:
- Ръсти Ривец
- Руби Рамирес
- Лиъм Макклауд
- Джак
- Рей
- Уърли
- Кръш
- Байц
- Ботазавър